# Amédée VI de Savoie
Pour les articles homonymes, voir Amédée de Savoie.
Amédée VI de Savoie, dit le « comte vert », né le 4 janvier 1334 à Chambéry (comté de Savoie) et mort de la peste à Campobasso (Royaume de Naples) le 1er mars 1383, est prince souverain du comté de Savoie (1343 à 1383), duc de Chablais et d'Aoste, marquis en Italie et vicaire général d'Empire.

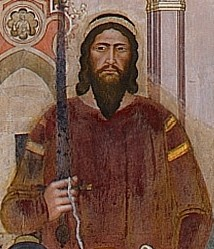
Amédée VI de Savoie (1334-1383)

Premier fils du comte Aymon de Savoie, il succède à son père en 1343 alors qu'il n'a que neuf ans. La régence est placée sous l'autorité de ses oncles : Louis de Vaud et Amédée III de Genève. D'un esprit chevaleresque, il participe à des tournois, se lance dans une croisade. Il crée en 1362 l’Ordre du collier de Savoie. Son surnom lui provient de la couleur de son armure, portée lors d'un tournoi à Chambéry en 1348.

## Biographie

### Enfance et régence (1343-1348)
Amédée de Savoie est né le 4 janvier 1334 à Chambéry,, ville où les comtes de Savoie possèdent une résidence depuis une dizaine d'années. Il est le premier enfant du comte Aymon de Savoie et de Yolande de Montferrat,. Il est baptisé le 11 janvier 1334 par l'évêque de Maurienne, Aimon II de Miolans.
Il hérite en 1343 du titre comtal à l'âge de neuf ans ; il est alors placé sous l'autorité de ses oncles, le baron Louis II de Vaud et le comte Amédée III de Genève,. Il s'émancipe de cette tutelle lors de sa majorité en 1348.

### Règne comtal

#### Un seigneur guerrier
À partir de 1352, il utilise des pièces d'or « imitant le florin, avec l'écu savoyard comme différent, [tout en copiant également] les écus et les moutons français » (monnaie d'or représentant un mouton).
Le conflit delphino-savoyard trouve un règlement par le traité de Paris, de 1355. Il acquiert la province du Faucigny en renonçant au Viennois et fixe ainsi la frontière entre la Savoie et la France. Son mariage, la même année avec Bonne de Bourbon, une nièce du roi Philippe VI de Valois, renforce ce rapprochement avec le royaume de France.
En 1357, un conflit éclate avec la branche cadette des Savoie-Achaïe. Il combat son cousin Jacques, prince de Piémont avant de parvenir à un accord qu'il impose au fils et successeur de ce dernier.
En 1359, l'apanage de Vaud est récupéré.
Amédée VI combat également les marquis de Salucces et de Montferrat et parvient aussi à neutraliser la Famille Visconti de Milan, entre 1360 et 1363. Il remporte avec le comte de Genève, son ami, Aymon III, une victoire contre Frédéric II de Saluces. Ce dernier rendra hommage au Dauphin de France pour le marquisat.

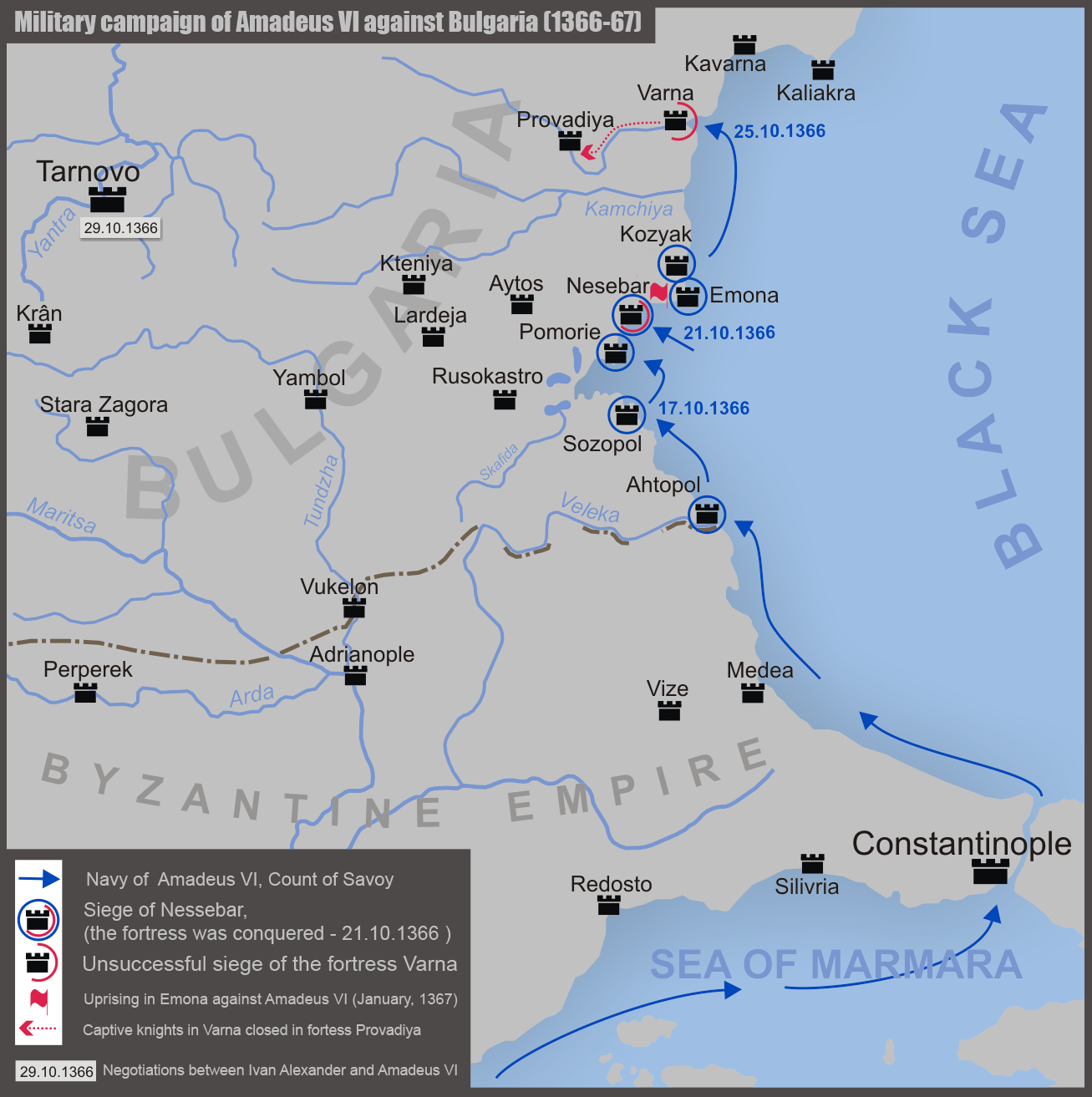
Campagne militaire d'Amédée VI de Savoie contre la Bulgarie entre 1366 et 1367.

En janvier 1364, il rejoint l'alliance formée par le pape Urbain V contre les routiers qui sévissent en Provence.
En 1365, Amédée VI réussit à obtenir le titre de « vicaire perpétuel et héréditaire de l’Empire dans l’ancien royaume d’Arles » (Reichsvikar) des mains de Charles IV du Saint-Empire de passage à Chambéry,,. Il est désormais le représentant régional du pouvoir impérial (vicarii imperii, Reichsvikar),. Toutefois ce pouvoir se limite des diocèses de Sion, Lausanne, Genève (qui se déroba vite), Aoste, Ivrée, Turin, Maurienne, Tarentaise, Belley, au comté de Savoie et aux terres qui en dépendant dans les diocèses de Lyon, Mâcon et Grenoble,.
Lors de l'élaboration de la ligue de 1366, Amédée se retrouve aux côtés du roi de Hongrie, de la flotte génoise et le roi de Chypre, Pierre Ier. Il dirige ainsi l'une des expéditions, parfois considérée comme une croisade, triomphe des Bulgares et reprend pour un temps aux Turcs Gallipoli, sur les Dardanelles. Il se dirige ensuite en mer Noire pour « libérer » son cousin Jean V Paléologue, empereur romain d'Orient,.

#### L'esprit chevaleresque
Il fonde en 1352, l'Ordre du Cygne noir, puis en 1362 l’Ordre du collier de Savoie, avec quatorze autres chevaliers,,.
Il institua à la forteresse de Pierre-Châtel, dans l'Ain actuel, face à Aix, une Chartreuse avec douze pères chargés de la prière perpétuelle dans le temps où les chevaliers partaient guerroyer contre les Turcs en Méditerranée.
Il est surnommé le « comte vert » raison d'une armure et d'une livrée de couleur verte qu'il porta, en 1348, lors d'un tournoi à Chambéry. On dit qu'il adopta cette couleur en signe d'errance tant que la compagnie des chevaliers n'aurait été complète. Le vert est bien la couleur traditionnelle des chevaliers errants. Par ailleurs avant cette institution de l'Annonciade, le comte était dit « ferré », c'est-à-dire qu'il portait un anneau de fer entourant sa cuisse, toujours selon la tradition de la chevalerie errante.
Le comte utilise dans sa titulature, en plus du titre de comte de Savoie, ceux de « duc de Chablais et d'Aoste, marquis en Italie et vicaire général d'Empire ».

### Mort et succession
Amédée VI s'engage dans une campagne napolitaine en 1382 - 1383 pour soutenir Louis Ier d'Anjou.
Il meurt de la peste, le 1er mars 1383 à Santo Stefano, à proximité de Campobasso. Il confie peu de temps auparavant l'anneau de saint Maurice, symbole du pouvoir comtal, au maréchal de Savoie, Gaspard de Montmayeur, afin qu'il le remette à son fils et devienne son tuteur. Le maréchal de Montmayeur meurt un mois et demi plus tard.
Après deux mois, le corps est transféré en Savoie et inhumé dans la nécropole de la maison de Savoie, en l'abbaye d'Hautecombe, le 8 mai ou lendemain.
Son fils Amédée lui succède à l'âge de 23 ans, sous le nom d'Amédée VII.

## Famille et descendance

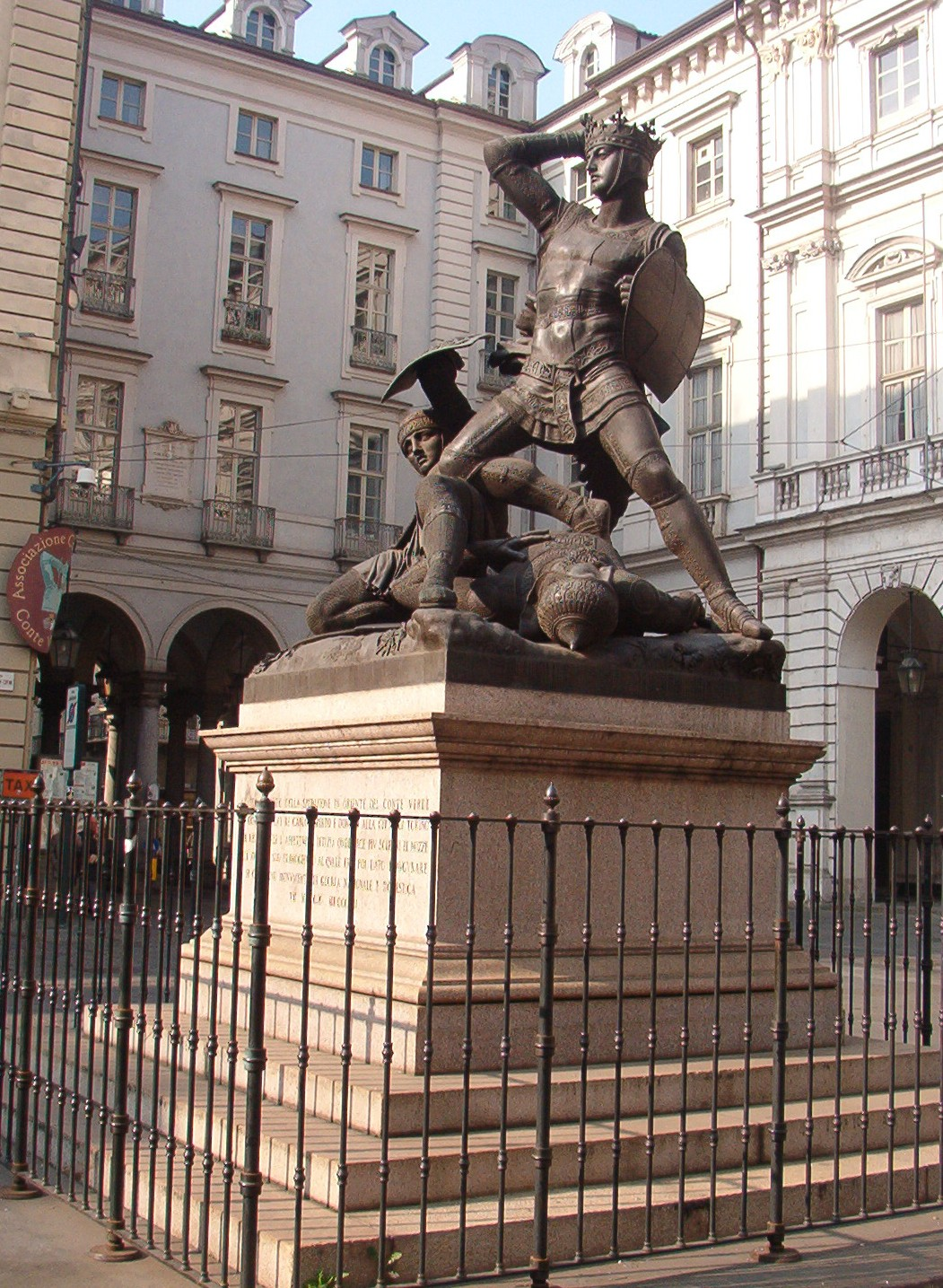
Statue d'Amédée VI de Savoie sur la Piazza Palazzo di Città de Turin.

Amédée épouse en 1355 la princesse Bonne de Bourbon, fille de Pierre Ier, duc de Bourbon et d'Isabelle de Valois,. De cette union sont connus trois enfants, voire quatre selon l'historien André Palluel-Guillard :
- une fille mort-née en 1358 ;
- Amédée (1364-1391), successeur de son père sous le nom Amédée VII, dit le Comte Rouge, marié à Bonne de Berry.
- Louis (1362-1365).
- Antoine († 1374).

## Hommage
Chambéry, en France, ancienne capitale du comté puis du duché de Savoie, possède une « avenue du Comte-Vert ». La ville de Nice possède également une « Rue du Comté-Vert-Amédée-VI ».
La Place du Comte-Vert à Monthey en Suisse témoigne de l'importance qu'a eue la maison de Savoie sur le Chablais.
En Italie, de nombreuses rues portent son nom. À Turin, il existe dans le centre historique, Piazza Palazzo di Città, une statue remémorant la libération de Jean V Paléologue par le Comte Vert, et édifiée par le roi Charles Albert.